# Tosanoides filamentosus
Tosanoides filamentosus là một loài cá biển thuộc chi Tosanoides trong họ Cá mú. Loài này được mô tả lần đầu tiên vào năm 1953.

## Từ nguyên
Tính từ định danh filamentosus trong tiếng Latinh mang nghĩa là "có dạng sợi", hàm ý đề cập đến các tia sợi vươn dài ở vây hậu môn và/hoặc ở hai thùy vây đuôi của loài cá này.

## Phân bố
T. filamentosus là một loài đặc hữu của vùng biển ngoài khơi phía nam Nhật Bản.

## Mô tả
Chiều dài chuẩn (SL: standard length) lớn nhất được ghi nhận ở T. filamentosus là 10 cm.

## Phân loại
Theo cây phát sinh chủng loại học của Pyle và cộng sự (2018), Tosanoides annepatrice có quan hệ gần hơn với T. filamentosus dựa trên việc phân tích chuỗi mã vạch DNA ty thể ở hai loài.